# Dualchi
Dualchi ist eine Gemeinde in der Provinz Nuoro in der italienischen Region Sardinien mit 562 Einwohnern (Stand 31. Dezember 2023).
Dualchi liegt 48 km westlich von Nuoro.

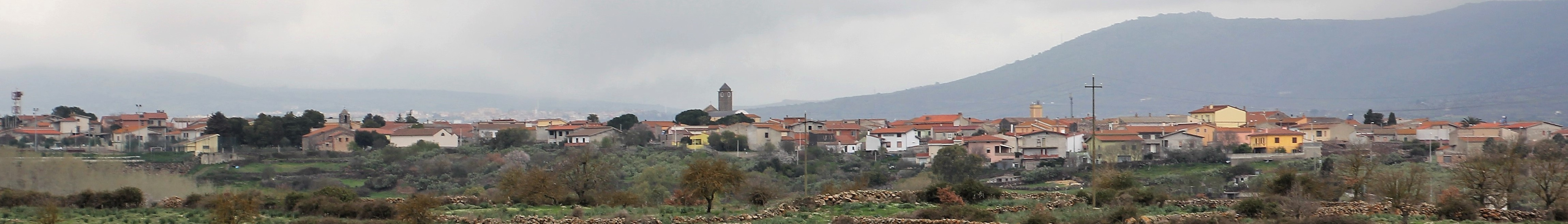
Dualchi

Die Nachbargemeinden sind: Aidomaggiore (OR), Birori, Borore, Bortigali, Noragugume, Sedilo (OR) und Silanus.
Beim Ort liegen die Allée couverte di Brancatzu (in Prunas-Ercas), die Nuraghe Ponte und die Protonuraghe S’Ulivera.